# Hans-Ludwig Günther
Hans-Ludwig Günther (* 25. Februar 1949 in Bochum) ist ein deutscher Jurist und ehemaliger Hochschullehrer an der Eberhard Karls Universität Tübingen.

## Leben
Günther wurde am 25. Februar 1949 in Bochum als Sohn des Studiendirektors Hans Günther und dessen Ehefrau Liselotte in Bochum geboren. Nach seinem Abitur am Theodor-Körner-Gymnasium 1967 begann er ein Studium der Rechtswissenschaften in Bochum, wechselte später aber nach Marburg, wo er 1972 sein Erstes Juristisches Staatsexamen ablegte. Zu seiner Promotion, die er 1975 bei Günter Warda erfolgreich abschloss, kehrte er zurück nach Bochum. Ein Jahr später legte er sein Zweites Staatsexamen ab. In der Folge arbeitete Günther bis 1981 zunächst als wissenschaftlicher Mitarbeiter, später als Akademischer Rat an der Universität Trier. 1981 folgte seine Habilitation an der Universität Trier, womit er die Lehrberechtigung (venia legendi) für die Fächer Strafrecht und Strafprozessrecht erwarb. 
Noch im selben Jahr 1981 trat Günther eine Professur an der Universität Bonn an. Bereits drei Jahre später wechselte er an die Universität Tübingen auf den Lehrstuhl für Strafrecht und Strafprozessrecht. 1988/89 war er Dekan der Tübinger rechtswissenschaftlichen Fakultät. Von 1990 bis 1997 judizierte er zudem als Richter im zweiten Hauptamt am Oberlandesgericht Stuttgart. Seine Lehrtätigkeit in Tübingen wurde unterbrochen durch eine Gastprofessur an der Kansai-Universität in Ōsaka 1992 und eine Abordnung an die Technische Universität Dresden im Sommersemester 1993. 2002/03 war er abermals Dekan der juristischen Fakultät in Tübingen.
Günther wurde 2014 emeritiert. Sein Nachfolger in Tübingen wurde Bernd Heinrich.

## Werke (Auswahl)
- Verurteilungen im Strafprozess trotz subsumtionsrelevanter Tatsachenzweifel. Duncker & Humblot, Berlin 1976, ISBN 978-3-428-03602-8. (Dissertation)
- Strafrechtswidrigkeit und Strafunrechtsausschluss. Carl Heymanns Verlag, Köln 1983, ISBN 978-3-452-19330-8. (Habilitation)
- Hans-Ludwig Günther, Peter Kaiser & Jochen Taupitz: Embryonenschutzgesetz. Kommentar. 2. Auflage. Kohlhammer, Stuttgart 2014, ISBN 978-3-17-019356-7.